# Bykowce
Bykowce – wieś w Polsce, położona w województwie podkarpackim, w powiecie sanockim, w gminie Sanok.

## Położenie
Wieś leży po obu stronach niewielkiego potoku (przed 1939 bez nazwy). Od północnej strony wieś otacza las, a od południa rzeka San.
W latach 1918–1939 wieś administracyjnie należała do województwa lwowskiego, 1945–1975 do województwa rzeszowskiego, zaś w latach 1975–1998 do województwa krośnieńskiego. Obecnie przez Bykowce przebiega droga krajowa nr 28.
We wsi znajduje się rezerwat przyrody „Polanki”.

## Integralne części wsi
| SIMC    | Nazwa     | Rodzaj    |
| ------- | --------- | --------- |
| 0359110 | Pod Lasem | część wsi |
| 0359126 | Zawadka   | część wsi |

## Historia
Pierwotnie wieś składała się z kilku niezależnych osad. Pierwszą z nich były Rytarowce, założone w 1435 r. przez Nicolasa Rittera w czasie niemieckiej kolonizacji Małopolski. 18 sierpnia 1444 król Polski i Węgier Władysław nadał podkomorzemu sanockiemu Piotrowi Czeszykowi z Ryterowic pusty łan we wsi królewskiej Olchowce w ziemi sanockiej, na której siedzieli kmiecie Subal i Szymko, a który był uprzednio uprawiany przez starostę sanockiego na potrzeby zamku,.. Datum per manus Iohannis Rey s. Michaelis in castro Crac (oviencis) praepositi suae maiestatis sigilliferi. Pierwotną nazwą były Rytarowce następnie Ryterowice. Około XVI–XVII wieku osady połączyły się w jedną, Bykowce sue Rytarowce 1654, Rytarowce z Bykowcami 1678. Pierwszym właścicielem wsi był ród Czeszyków. W latach 40. XIX właścicielem Bykowiec był Ferdinand Freiherr Wetzlar von Plaukenstern.
Na przełomie XIX/XX wieku Bykowce należały do rodziny Tarnawieckich. W połowie XIX dobra posiadał Marceli Tarnawiecki (wspólnie z nim baron Wetzlar). Według stanu z 1868 właścicielem dóbr Bykowce był Adam Wiktor (władający pobliskim Załużem). W ewidencji z 1872 ponownie właścicielem był Marceli Tarnawiecki, a po jego śmierci (1886) wieś przejęli jego spadkobiercy. Około 1890 majątek w Bykowcach objął we władanie Aleksander Tarnawiecki, który posiadał go do końca życia (1898). Później, przez wiele lat dobrami władała wdowa po nim, Stanisława Tarnawiecka. Pozostawała ona właścicielką Bykowiec jeszcze w latach 20. XX wieku (zmarła w 1923).
W latach 20. zarządcą dóbr w Bykowcach był zmarły w 1928 Jan Spanily (mąż miejscowej nauczycielki Marii Spanily). Do 1928 Bykowcami władała rodzina Tarnawieckich. W 1928 majątek Bykowce nabyła rodzina Płanetów (właściciel był notariuszem).
2 grudnia 1860 w Bykowcach urodził się Aleksander Truszkowski, generał major cesarskiej i królewskiej Armii oraz tytularny generał dywizji Wojska Polskiego.
W 1929 wieś liczyła 367 mieszkańców. Według stanu z 1936 we wsi zamieszkiwało 400 osób, w tym 150 Polaków wyznania rzymskokatolickiego, 240 Rusinów wyznania greckokatolickiego i 10 Ukraińców wyznania greckokatolickiego. Wzmagała się wówczas silna agitacja ukraińska. W latach 30. XX wieku we wsi działała czytelnia TSL, kółko rolnicze, ochotnicza straż pożarna, Akcja Katolicka Kobiet.
10 września 1939 w okolicach wsi miała miejsce potyczka grupy żołnierzy, która oddzieliła się z batalionu strzelców podhalańskich z Sambora pod dowództwem ppor. Mariana Zaremby z niemieckim oddziałem pościgowym Geiger. Marian Zaremba poległ wraz z pięcioma żołnierzami w trakcie zasadzki zorganizowanej na wkraczające oddziały niemieckie od strony Olchowiec. Pośmiertnie odznaczony stopniem podporucznika, został pochowany na cmentarzu sołeckim, gdzie spoczywa ze swoimi żołnierzami.
17 września 1939 ta część powiatu sanockiego dostała się pod okupację radziecką. W 1940 majątek ziemski przekształcono w kołchoz „im. 17 września”. Wzdłuż drogi do wsi po jej lewej stronie ustawiono bunkry na tzw. linii Mołotowa, których ruiny stoją do dziś. 
W czerwcu 1941 wieś została zdobyta przez wojska niemiecko-słowackie. Na skraju wsi znajduje się cmentarz żołnierzy słowackich poległych podczas potyczki z Armią Czerwoną w 1941 roku. Cmentarz został otwarty przez ówczesnego prezydenta Słowacji ks. Józefa Tiso.
We wsi w latach 1942–1943 oraz w latach 80. prowadzone były badania i odwierty poszukiwawcze złóż ropy naftowej i gazu ziemnego. Na terenie dawnych odwiertów znajduje się obecnie „Rezerwat przyrody Polanki”.
W latach 1944–1946 wysiedloną całą ludność ukraińską. Cerkiew greckokatolicka została rozebrana w roku 1950.

Bykowce w latach 30. XX w.
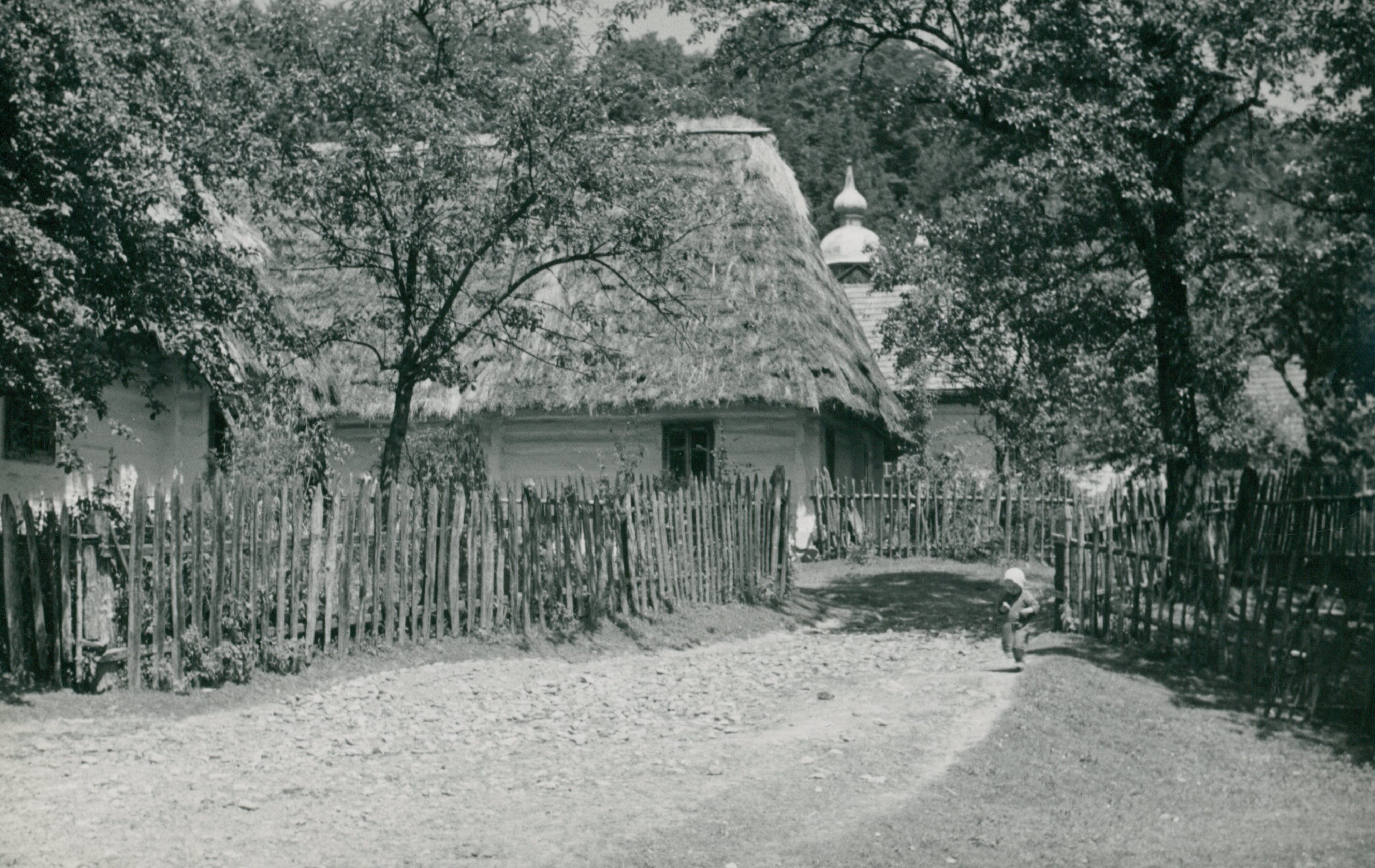
Chaty i fragment cerkwi
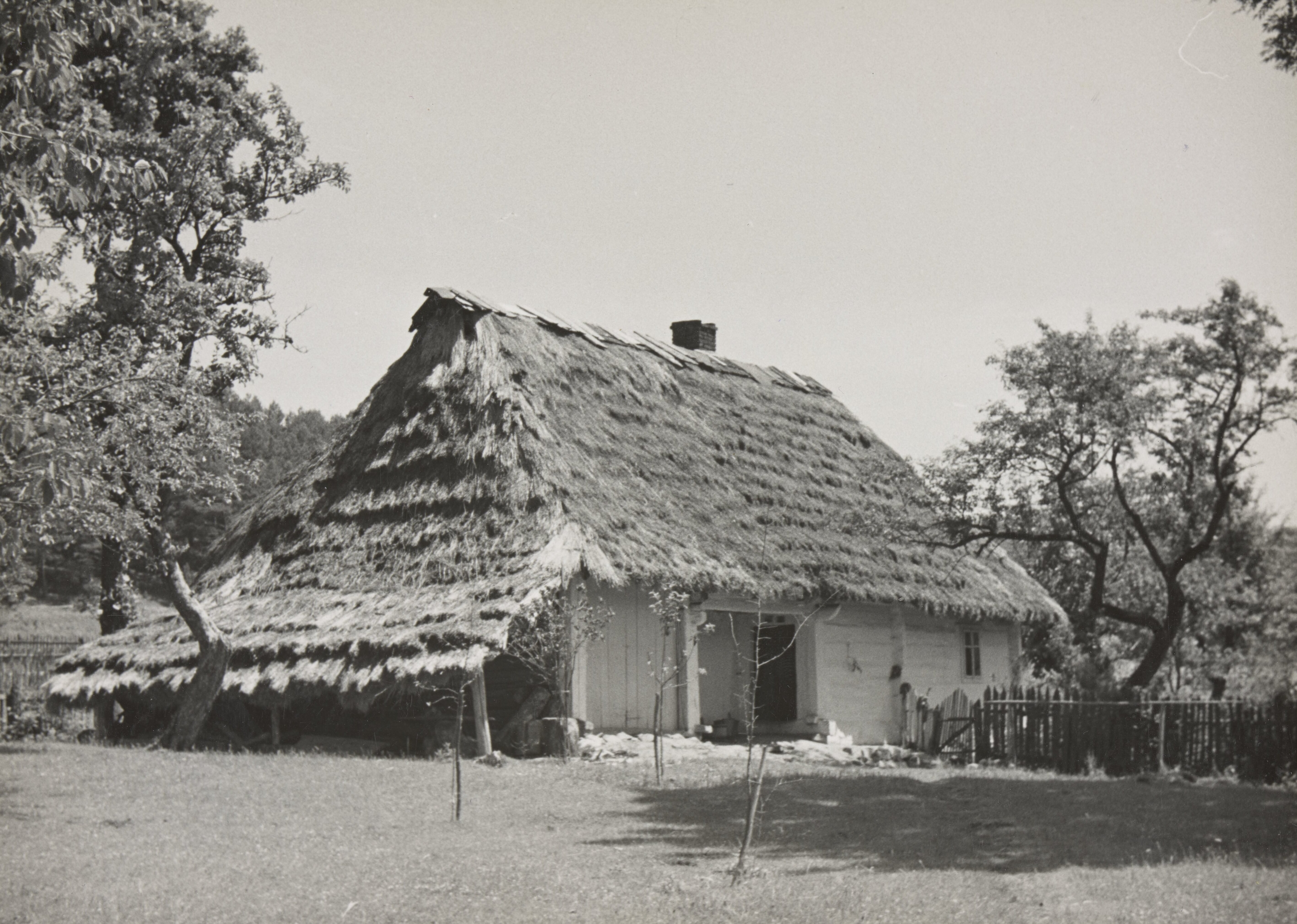
Chata
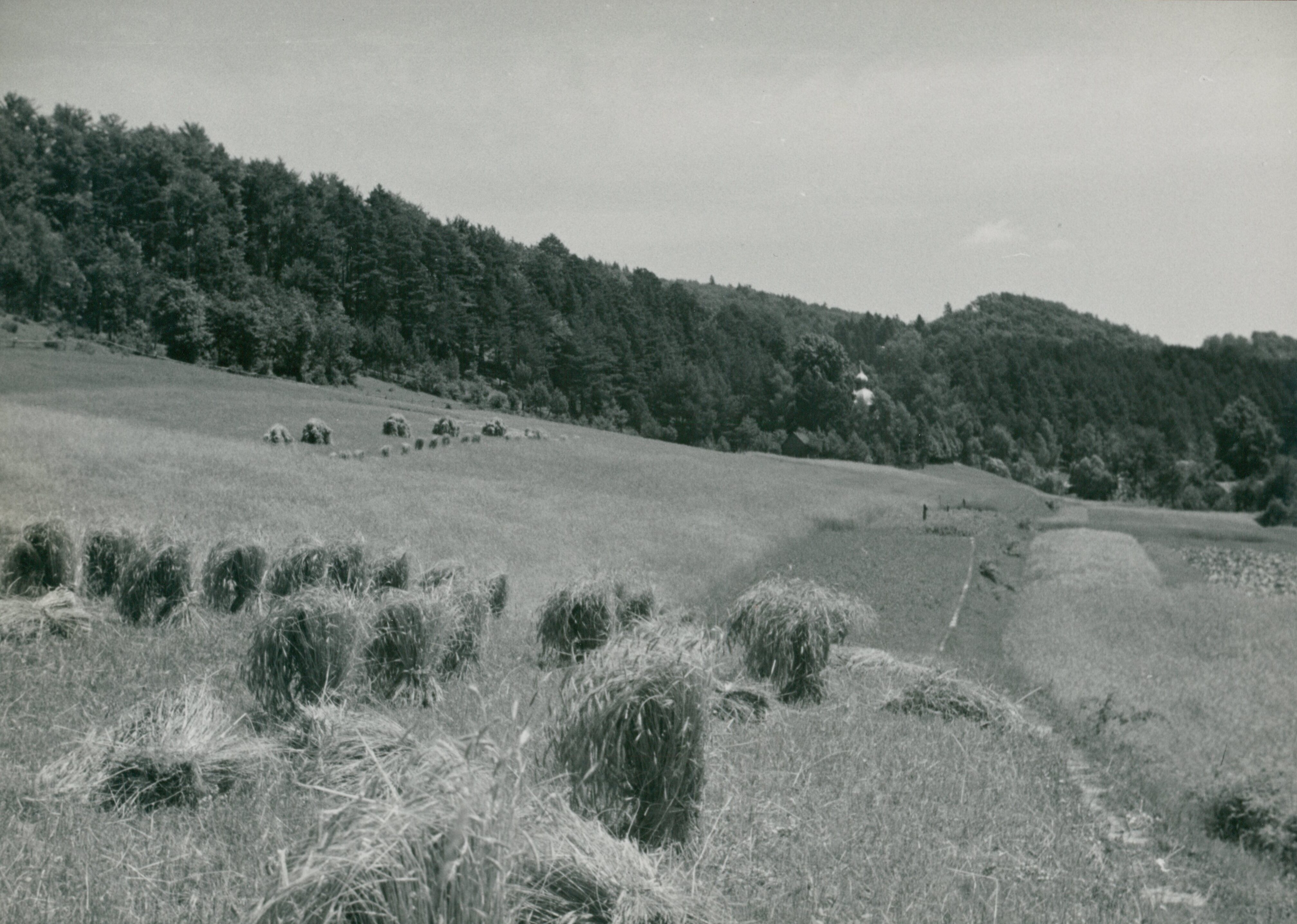
Żniwa, w tle kopuła cerkwi
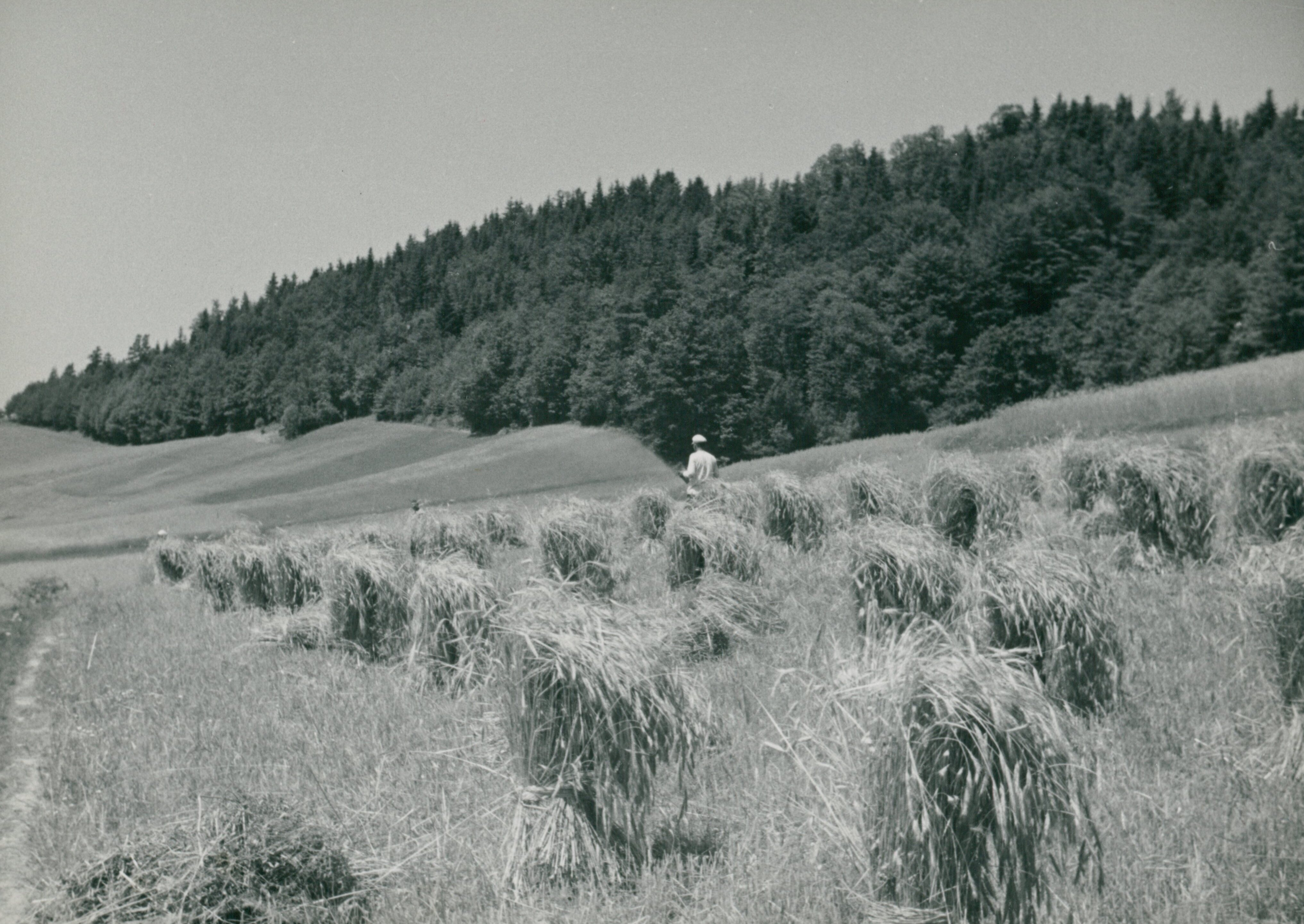
Żniwa

## Religia
Bykowce do roku 1946 były parafią greckokatolicką. Za czasów Józefa II włączono je do Olchowiec. W 1900 roku z pomocą duchownego greckokatolickiego, Antoniego Krynickiego, rozpoczęto budowę nowej cerkwi. W roku 1944 cerkiew została trafiona pociskiem artyleryjskim. W 1949 grupa mieszkańców Bykowiec sama rozebrała świątynię, uzyskując na to zezwolenie ówczesnych władz. Obecnie Bykowce należą do parafii rzymskokatolickiej Sanok-Olchowce. W górnej części wsi stoi nowo wybudowana (2000 r.) kaplica rzymskokatolicka, do której przynależy sołecki cmentarz.

## Zabytki i obiekty
- dwór rodziny Tarnawieckich[30] z XIX wieku, przy ul. Tarnowieckiej (nad Sanem)
- Dwa cmentarze[31]
  - pomnik grobowy rodziny Tarnawieckich na cmentarzu sołeckim przy ul. Źródlanej
- krzyż przydrożny upamiętniający zniesienie pańszczyzny w Bykowcach w 1848[32][33]
- do początku XX wieku istniał drewniany krzyż przydrożny upamiętniający zniesienie pańszczyzny z inskrypcją w języku ruskim, potem zlikwidowany, na jego miejscu postawiono żelazny krzyż bez podpisu[32]
- liczne poradzieckie schrony Linii Mołotowa
- pomnik żołnierzy polskich poległych w potyczce z wojskami niemieckimi w 1939
- Kościół pw. Niepokalanego Serca Najświętszej Marii Panny
- trzy kapliczki przydrożne z lat: 1993, 1995, 2001[34]

## Galeria

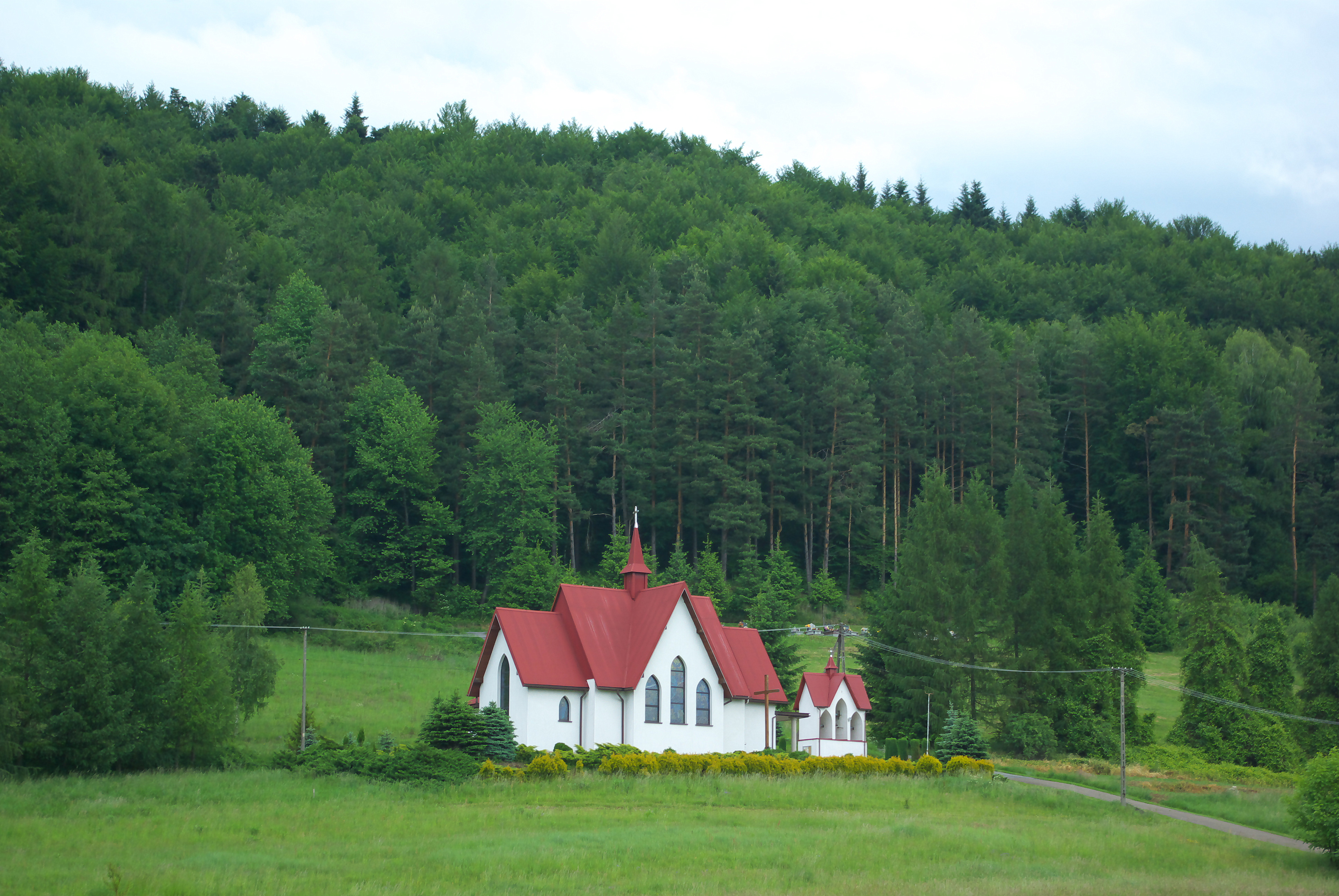
Kaplica w Bykowcach
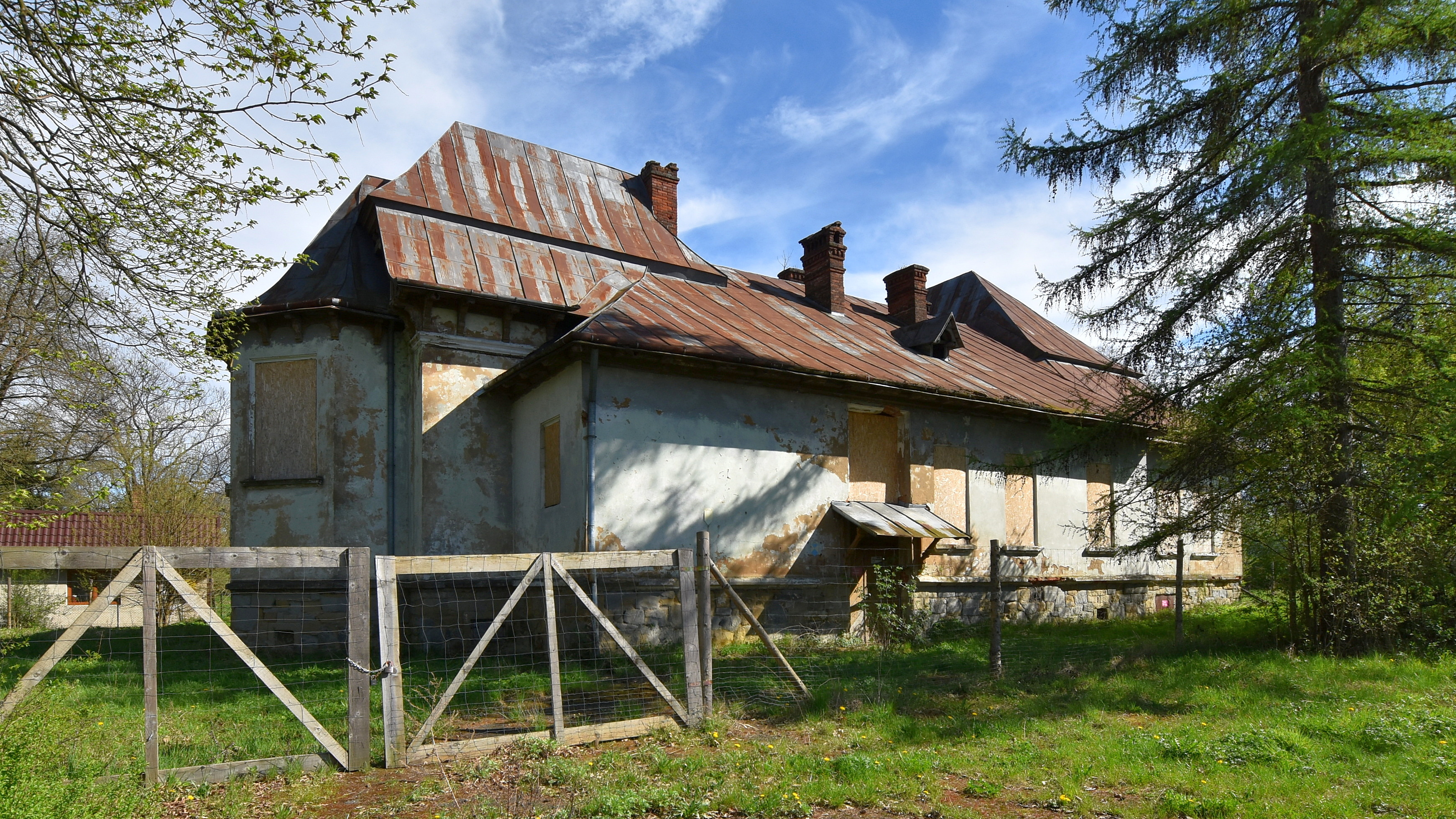
Były dwór Tarnawieckich
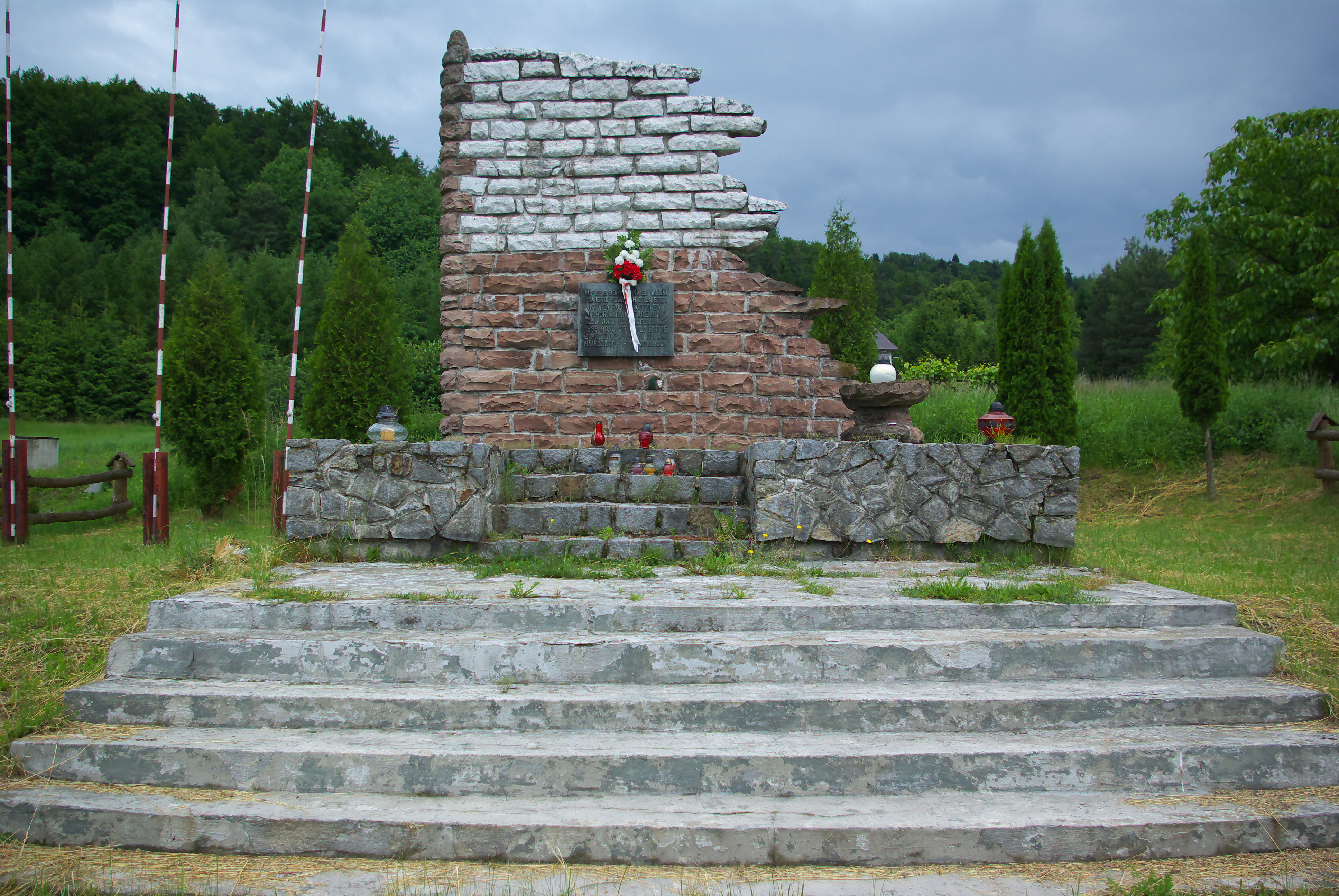
Pomnik poległych żołnierzy w 1939
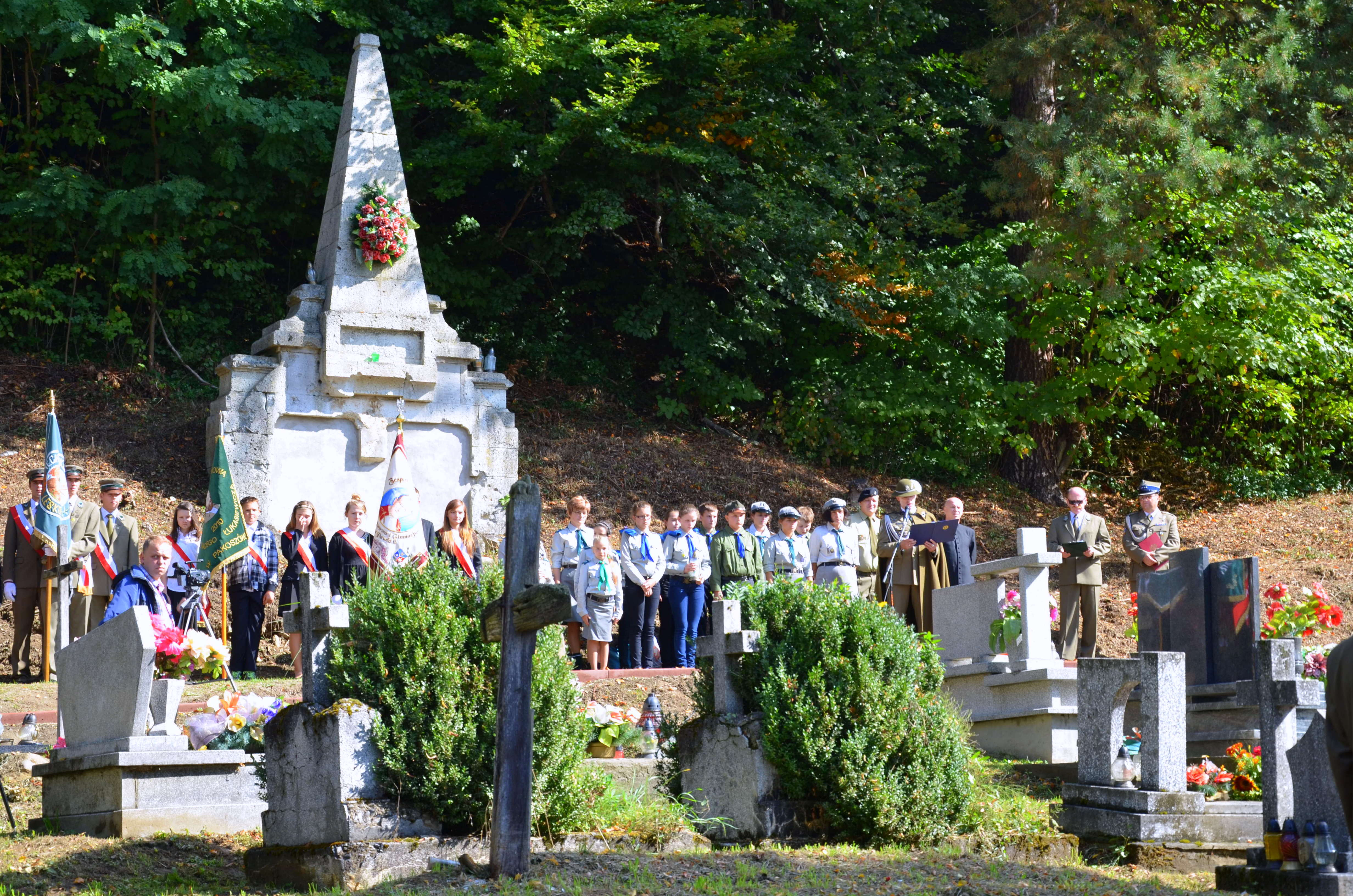
Uroczystości na cmentarzu